# Ingvar Mattsson
Ingvar Mattsson, född 12 januari 1843 i Övraby församling, Kristianstads län, död natten 30–31 oktober 1923 i Ystad, var en svensk ingenjör. 
Mattsson blev 1863 elev vid Tekniska elementarskolan i Malmö 1863, där han avlade avgångsexamen 1866 och utexaminerades från Teknologiska institutet 1870. Han var anställd vid förberedande arbeten för hyttbyggnad vid Gustavsfors i Värmland 1866, ritare och konstruktör vid Ystads gjuteri och mekaniska verkstad 1871–1872, byråingenjör vid Malmö–Ystads järnvägsbyggnad 1873–1874, vid Landskrona–Ängelholms järnvägsbyggnad 1875–1876 och vid Norsholm–Bersbo järnvägsbyggnad 1877–1878, anställd vid ingenjörskontor i Stockholm 1879–1880 och bosatt i Ystad från 1880 såsom maskinagent. Han stadsinspektor i Ystads stad från 1887 och tillförordnad stadsingenjör där från 1902.